# Marek Ładniak
Marek Ładniak (ur. 9 czerwca 1950 w Stargardzie Szczecińskim) – polski koszykarz, występujący na pozycji środkowego, mistrz i reprezentant Polski.
Był wychowankiem klubu Spójnia Stargard Szczeciński, ale sukcesy sportowe odnosił w barwach Wisły Kraków, w której występował od 1968. W tym roku sięgnął po mistrzostwo Polski juniorów. W 1974 i 1976 zdobył mistrzostwo Polski seniorów, w latach 1971, 1975 i 1977 wicemistrzostwo Polski, w 1970 brązowy medal mistrzostw Polski. W 1978 sięgnął z Wisłą po Puchar Polski. W krakowskim klubie grał do 1979. Następnie powrócił do Spójni i w jej barwach występował w II lidze w latach 1980-1985 i 1990/1991.
Był reprezentantem Polski juniorów, m.in. na mistrzostwach Europy w 1968 (9 miejsce). 156 razy wystąpił w reprezentacji Polski seniorów, m.in. wystąpił trzykrotnie na mistrzostwach Europy (1969 i 1971 - 4 m., 1975 - 8 m.). W 1969 wystąpił w czterech z siedmiu meczów, zdobył 10 punktów, w 1971 zagrał we wszystkich siedmiu spotkaniach, zdobył 30 punktów, w 1975 zagrał w czterech z siedmiu meczów, zdobył 29 punktów. Grał na pozycji środkowego, mierzy 202 cm wzrostu.